# Erik Molin (jurist)
Erik Wilhelm Molin, född den 1 oktober 1868 i Ystad, död den 23 april 1957 i Stockholm, var en svensk jurist.
Molin avlade juris kandidatexamen i Uppsala 1892. Han blev polisnotarie i Göteborg 1903, 2:e rådhuskanslist där 1904, stadsnotarie 1905 och rådman 1908. Under Göteborgstiden var Molin sekreterare hos ett flertal offentliga institutioner i nämnda stad, exempelvis hos kyrkofullmäktige inom Göteborgs kyrkliga samfällighet från 1900. Han blev ledamot i konkurslagskommittén 1907. Molin var justitieråd 1916–1938 och ordförande i Stockholms barnavårdsnämnd 1918–1926. Han blev kommendör med stora korset av Nordstjärneorden 1925. Molin är begravd på Norra begravningsplatsen utanför Stockholm.